# Ezequiel Rescaldani
Ezequiel Rescaldani (Leones, 11 giugno 1992) è un ex calciatore argentino, di ruolo attaccante.

## Carriera

### Club
Proveniente dalle sue giovanili, debutta nel 2010 con il Vélez Sarsfield. Dopo 59 partite e 15 gol totali, nel gennaio del 2014 passa in prestito e poi a titolo definitivo al Malaga. Il 16 giugno 2015 viene ufficializzato il suo passaggio in prestito ai messicani del Puebla.
Vince la Coppa Libertadores 2016 con l'Atlético Nacional, giocando 10 minuti della finale di ritorno.